# Horizon Zero Dawn
Horizon Zero Dawn är ett actionrollspel utvecklat av Guerrilla Games och utgivet av Sony Computer Entertainment till Playstation 4.

## Spelupplägg
Horizon Zero Dawn spelas ur ett tredjepersonsperspektiv. Spelaren tar kontroll över Aloy som är jägare. Hon lever i ett postapokalyptisk land som styrs av mekaniska varelser, som robotdinosaurier.

## Utveckling
Utvecklingen till Horizon Zero Dawn började under 2011,  efter releasen av Killzone 3. 
John Gonzalez anställdes som manusförfattare. Han skrev omkring 20 olika berättelser för spelet. Spelet tillkännagavs på E3-mässan 2015.